# Список объектов всемирного наследия ЮНЕСКО в Судане
В списке объектов всемирного наследия ЮНЕСКО в Судане значится 3 наименования, что составляет около 0,2 % от общего числа (1248 на 2025 год). 2 объекта включены в список по культурным критериям и 1 — по природным. Кроме этого, по состоянию на 2021 год, 9 объектов на территории Судана находятся в числе кандидатов на включение в список всемирного наследия.

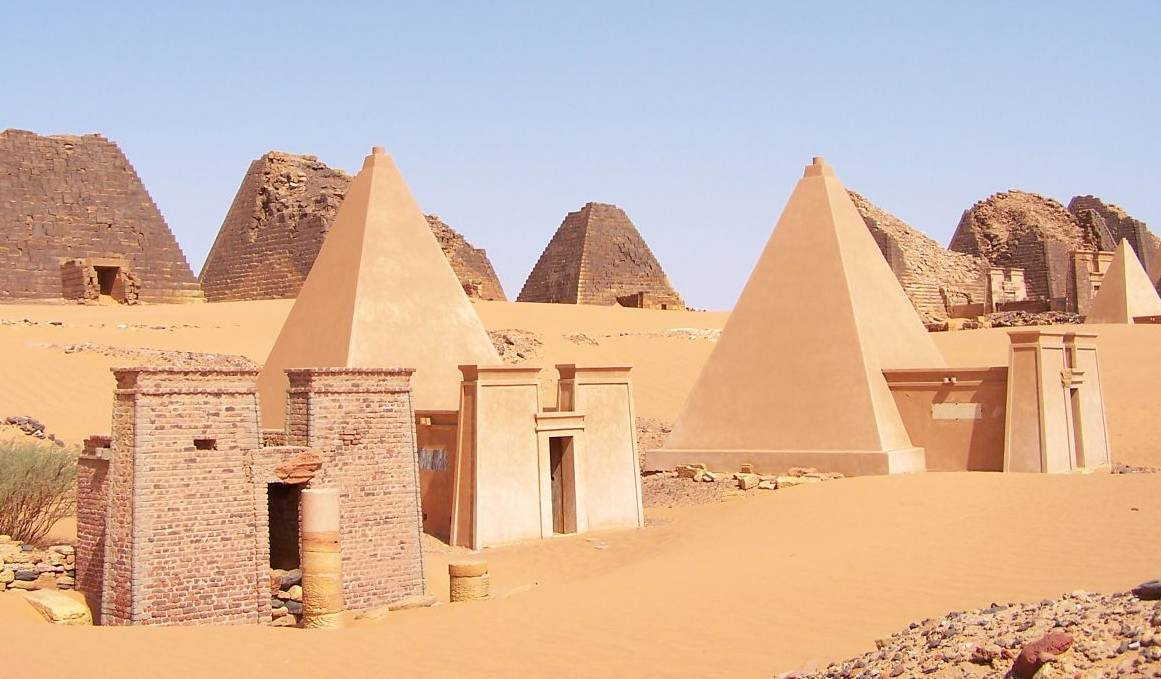

## Список
В данной таблице объекты расположены в порядке их добавления в список всемирного наследия ЮНЕСКО.
| # | Изображение | Название                                                  | Местоположение         | Время создания    | Год внесения в список | №      | Критерии           |
| - | ----------- | --------------------------------------------------------- | ---------------------- | ----------------- | --------------------- | ------ | ------------------ |
| 1 |             | Джебель-Баркал Jebel Barkal                               | Вилайет: Северный штат | XV век до н. э.   | 2003                  | № 1073 | i, ii, iii, iv, vi |
| 2 |             | Археологические памятники острова Мероэ Meroë             | Вилайет: Нил           | VIII век до н. э. | 2011                  | № 1336 | ii, iii, iv, v     |
| 3 |             | Морской национальный парк Санганеб Sanganeb National Park | Вилайет: Красное море  | 1990              | 2016                  | № 262  | vii, ix, x         |

## Кандидаты в список
В таблице объекты расположены в порядке их добавления в предварительный список. В данном списке указаны объекты, предложенные правительством Судана в качестве кандидатов на занесение в список всемирного наследия.
| # | Изображение | Название                                              | Местоположение                         | Время создания           | Год внесения в список | №      |
| - | ----------- | ----------------------------------------------------- | -------------------------------------- | ------------------------ | --------------------- | ------ |
| 1 |             | Суакин Suakin                                         | Вилайет: Красное море                  | XIV век                  | 1994                  | № 646  |
| 2 |             | Керма Kerma                                           | Вилайет: Северный штат                 | III тысячелетие до н. э. | 1994                  | № 651  |
| 3 |             | Донгола Dongola                                       | Вилайет: Северный штат                 | 7 век                    | 1994                  | № 652  |
| 4 |             | Национальный парк Вади Ховар Wadi Howar National Park | Вилайет: Северный Дарфур               | 2001                     | 2004                  | № 1951 |
| 5 |             | Биосферный резерват Диндер Dinder National Park       | Вилайеты: Сеннар, Голубой Нил, Гедареф | 1935                     | 2021                  | № 6515 |
| 6 |             | Национальный парк Радом Radom National Park           | Вилайет: Южный Дарфур                  | —                        | 2021                  | № 6518 |
| 7 |             | Национальный парк Аль-Хассания                        | Вилайет: Нил                           | —                        | 2021                  | № 6517 |
| 8 |             | Национальный парк Джебель-аль-Даир                    | Вилайет: Северный Кордофан             | —                        | 2021                  | № 6516 |
| 9 |             | Джебель-Марра и кальдера Дериба Marrah Mountains      | Вилайеты: Центральный Дарфур           | —                        | 2021                  | № 6519 |